# Starorieczenskoje
Starorieczenskoje (ros. Старореченское) – wieś (sieło) w Rosji, w Kraju Nadmorskim, w rejonie oktiabrskim. W 2010 liczyła 247 mieszkańców.